# Grégoire l'Hésychaste
Grégoire l'Hésychaste est le fondateur du monastère de la république du mont Athos, appelé Saint Nicolas. Ce monastère est réputé l'un des plus fermés de la république monastique du mont Athos. Il a vécu au XIVe siècle. Il est reconnu saint par l'Église orthodoxe et fêté le 7 décembre selon le calendrier julien révisé.

## Biographie
Il est né en Serbie alors province de l'Empire serbe vassal de l'Empire byzantin. Bien que Slave, sa langue de culture est le grec byzantin comme la plupart des moines orthodoxes relativement du patriarcat de Constantinople.

## Dans l'ombre de Saint Grégoire le Sinaïte
Saint Grégoire le Sinaïte, le père spirituel de saint Grégoire l'Hésychaste l'initie à une forme particulière de contemplation : la prière hésychaste qui se base sur la prière d'inspiration libre à partir de l'évangile. Il fait partie au même titre que Grégoire Palamas des saints hésychastes selon le théologien orthodoxe Jean Meyendorff.
Il est connu surtout par l'intermédiaire de Grégoire Palamas, un autre moine hésychaste qui fait l'apologie de son mouvement. Les sources semblent relativement fiables dans la mesure où Grégoire Palamas est son contemporain. Le texte s'appelle les Philocalie des Pères neptiques. Le texte connut relativement peu de succès dans l'Empire byzantin mais on en trouve des copies dans l'Empire russe de la fin du XIXe siècle, où il est traduit en 1879 par Théophane le Reclus.
Le centre spirituel de l'hésychasme est alors le mont Athos dans la région grecque de Thrace. Il contribue à la fondation du monastère Saint-Nicolas au milieu du XIVe siècle. Ce monastère joue un rôle de conseils spirituels auprès des derniers empereurs byzantins.

## Son retour en Serbie
Lors de son retour en Serbie, il fonde le monastére gorjak, très pieux et très peu loquace par humilité sur ses activités monastiques, il est surnommé le « silencieux ». C'est sous ce nom qu'il est connu en Serbie. Il dédie une chapelle à son maître spirituel saint Grégoire le Sinaïte dans ce monastère. Il est fêté par les orthodoxes le 7 décembre.

## Lien connexe
- Hesychasme
- Mont Athos
- Monastère de Gornjak